# Thurston (Ohio)
Thurston è un villaggio degli Stati Uniti d'America, situato nello stato dell'Ohio, nella contea di Fairfield.